# Blok Senat 2001
Het Senaatsblok 2001 (Pools: Blok Senat 2001) was een alliantie van rechtse en centrumrechtse partijen, die op 12 juli 2001 werd opgericht om aan de Poolse parlementsverkiezingen van 2001 deel te nemen. Het Blok had alleen kandidaten voor de Senaat. Doel was te voorkomen dat de linkse alliantie van de postcommunistische SLD en de Unie van de Arbeid (UP) in dat lichaam een meerderheid zou behalen. Tot de initiatiefnemers behoorden Kazimierz Kutz, Krzysztof Piesiewicz, Zbigniew Religa en Zbigniew Romaszewski.
Hoewel het Blok volgens de peilingen op 30 tot 40 van de 100 zetels in de Senaat kon rekenen, behaalde het er uiteindelijk slechts 15:
- Verkiezingsactie Solidariteit van Rechts (AWSP) (een overblijfsel van de AWS, die in 1997 de verkiezingen had gewonnen), inclusief de Sociale Beweging, de PPChD en de ZChN: 7 zetels
- Vrijheidsunie (UW): 5 zetels
- Burgerplatform (PO), inclusief de SKL en de UPR: 2 zetels
- Beweging voor de Wederopbouw van Polen (ROP): 1 zetel

Ook de partij Recht en Rechtvaardigheid (PiS) (inclusief het Verbond van Rechts (PP)) nam aan het Blok deel, maar behaalde geen zetels. Wel behaalde een aan de PiS gelieerde onafhankelijke kandidaat een zetel namens het Kiescomité van Kiezers en Sympathisanten van Lech Kaczyński Recht en Zelfbestuur en ook deze sloot zich aan bij de fractie van het Blok.
Aangezien de alliantie SLD-UP binnen de Senaat over een ruime meerderheid beschikte, was de invloed van het Blok gering. In 2003 traden vier van de vijf leden van de UW uit de fractie om een eigen fractie te vormen. Bij de verkiezingen van 2005 werd de samenwerking niet voortgezet.